# Záplavová oblast
Záplavová oblast je plocha podél vodních toků a nádrží, která je opakovaně periodicky zaplavována. Zaplavení mohou dokládat historické záznamy a proto zde není skoro žádná zástavba. S těmito oblastmi pracuje i územní plán a nebo krizový plán při povodních. Ten udává jak daleko od toku a jak vysoko nad normál se může voda dostat. V záplavových oblastech se podle územního plánu nesmí stavět.
Pro návrh se typicky použijí hodnoty Q100 (průtok při stoleté povodni), v Praze může být použita i hodnota Q2002 (ekvivalentní průtok povodní z roku 2002).